# Edward Roye
Edward James Roye (ur. 3 lutego 1815 w Newark w stanie Ohio, zm. 12 lutego 1872 w Monrovii) – prezydent Liberii od 3 stycznia 1870 do 26 października 1871. Pochodził z bogatej rodziny amerykańskiej, studiował w Uniwersytecie Ohio. Należał do Prawdziwej Partii Wigów.